# Tuzson János Botanikus Kert
A Nyíregyházi Főiskola botanikus kertjét a Sóstógyógyfürdőhöz közel, a Sóstói-erdőben alakították ki. A kertet Tuzson János botanikusról, paleobotanikusról, a Tuzson Arborétum alapítójáról nevezték el.

## A kert története
Botanikus kertet már a főiskola alapításakor terveztek, de a tervezést csak 1972-ben, a tényleges építkezést 1974-ben kezdték el. A munkában oroszlánrészt vállalt a főiskola oktatóinak és diákjainak egy lelkes csapata.
A kert terveit a szegedi JATE Növénytani Tanszékén készítették el. A pálmaház terve a Nyírterv és az erdészet tervezőinek munkája. A korszerű berendezés lehetővé teszi, hogy a növényeket eltérő hő-, pára- és fényviszonyokat biztosító házakban helyezzék el. A létesítményt akváriumok egészítik ki. A kert közepén egy, a rendszertani részből a növénytársulások bemutató helyére is átnyúló tavacskát is kialakítottak. A növényeket több testvérintézmény – JATE, KLTE, ELTE, JPTE, KÉE, az Ungvári Állami Egyetem, a Kassai Egyetem, az MTA vácrátóti botanikus kertje, az erdészet derecskei faiskolája – és számos  magánszemély adta össze. A gyűjtemény azóta főleg magcserékkel bővítik.
A növényeket a főiskola tantervéhez válogatták össze. A kertben a hallgatók, a tanulók és a látogatók megismerhetik a hazai és távoli földrészek növényvilágát, a mindennapi  élelmet, ruházatot, élvezeti szereket vagy gyógyító anyagokat adó növényeket. Ez a botanikus kert kimondottan a növénytan tanítását segíti elő.
A növényrendszertani területen a növényfajokat a modern rendszer alapján telepítették. 1998-ban elkészült a rendszertani terület, a tó és környéke, a sziklakert, a különböző növénytársulásokat bemutató erdőterület. Ekkor a kertet helyi védett természeti hellyé nyilvánították, és területét 5,6 ha-ra növelték. 2008-ra a gyűjtemény elérte a 2500 taxont: ebből mintegy 1500 látható szabadföldön és 1000 melegházban.

## Földrajzi jellemzők
- tengerszint feletti magasság: 107 m
- évi átlagos csapadék: 560 mm
- évi átlaghőmérséklet: + 9,7°C
- napsütéses órák száma: 2000
- talaj: gyengén humuszos, savanyú barna erdőtalaj

## Részei, bemutató helyei
Szabadföldi rész:
- rendszertani terület,
- tó,
- sziklakert,
- növénytársulások bemutató területe.

A melegházakban:
- trópusi,
- mediterrán és
- pozsgás

gyűjtemény látható.

## Ritkaságok
A gyűjteményben egyebek közt (a teljesség igénye nélkül) az alábbi, Magyarországon ritkának számító növényeket tekinthetjük meg:
- A trópusi gyűjteményben:
  - szakállbromélia (Tillandsia usneoides),
  - lepkeorchidea (Phalaenopsis ssp.)
  - vénuszpapucs orchidea (Phaphiopedilum ssp.)
  - csónakorchidea (Cymbidium ssp.)
  - vesszősorchidea (Dendrobium ssp.)
  - szarvasagancspáfrány (Platycerium alcicorne)
  - vénuszhaj páfrány (Adianthum ssp.)
  - szágópálma (Cacas revoluta)
  - csavarpálma (Pandanus ssp.)
  - dinnyefa (Carica papaya)
  - kávé (Coffea arabica)
  - bors (Piper nigrum)
  - lián (Monstera ssp., Philodendron ssp.)
  - flamingóvirágok (Anthurium ssp.)
  - textilbanán (más néven: manilakender; Musa textiliana)
  - fokföldi ibolya (Saintpaulia ionantha)
  - tündérrózsa (Nymphaea sp.)
  - harmatfű (Drosera rotundifolia)
  - kürtvirág (Sarracenia sp.)
  - Vénusz légycsapója (Dionaea muscipula)
  - kancsóka (Nepenthes sp.)
  - papíruszsás (Cyperus papyrus)
  - cukornád (Saccharum officinarum)
  - mimóza (Mimosa pudica)

- A pozsgás gyűjtemény mintegy 2500 növényt számlál.

A mediterrán ház egy dupla falú, nyáron lebontható fóliasátor, amelyben télen vízfüggöny óvja a növényeket:
- - chilefenyő (Araucaria excelsa)
  - kazuárfa (Casuaruba equisetifolia)
  - eukaliptusz (Eucalyptus sp.)
  - kínai naspolya (Eubotria sp.)
  - leander (Nerium oleander)
  - olajfa (Olea europaea)
  - mirtusz (Myrtus communis)
  - gránátalma (Punica granatum)
  - fügefa (Ficus carica)

- A szabadföldi gyűjteményben látható:
  - hegyi mamutfenyő (Sequoiadendron giganteum)
  - kínai mamutfenyő (Metasequoia glyptostroboides)
  - parti mamutfenyő (Sequoia sempervirens)
  - amerikai mocsárciprus (Taxodium distichum)
  - páfrányfenyő (Ginkgo biloba)
  - sima fenyő (Pinus strobus) a kert legterebélyesebb fája
  - tiszafa (Taxus baccata)
  - liliomfa (Magnolia sp.)
  - tulipánfa (Liriodendron tulipifera)
  - júdásfa (Cercis siliquastrum)
  - illatos fűszercserje (Calcycanthus floridus)
  - iráni varázsfa (Parrotia persica)
  - tűztöviscserje (Piracantha coccinea)
  - teacserje (Thea sinensis)
  - vadcitrom (Poncirus trifoliata)
  - téltemető (Eranthis hiemalis)
  - hunyor (Helleborus ssp.)
  - európai zergeboglár (Trollius europaeus)
  - szibériai írisz (Iris sibirica)
  - zászpa (Veratrum album)
  - kárpáti sáfrány (Crocus heuffelianus)

## Rendezvények
Rendszeresen – 2008-ban immár hetedszer – megrendezik a Tuzson János Konferenciát. Ezen megjelennek a Tuzson család képviselői is, hogy átadják az általuk alapított Tuzson emlékplakettet az az évi díjazottnak.